# Ernest Petit
Ernest Adolphe Ghislain Petit (Fontaine-l'Évêque, 25 oktober 1886 – Carnières, 15 februari 1942) was een Belgisch volksvertegenwoordiger en burgemeester.

## Levensloop
Van beroep inspecteur bij de Belgische spoorwegen, werd Petit in 1926 verkozen tot gemeenteraadslid en burgemeester van Carnières.
In 1925 werd hij verkozen tot POB-volksvertegenwoordiger voor het arrondissement Thuin en oefende dit mandaat uit tot aan zijn dood.
Er is een Rue Ernest Petit in Carnières (nu Morlanwelz).